# Gigantoraptor erlianensis
Gigantoraptor (il cui nome significa "predatore/ladro gigante") è un genere estinto di dinosauro oviraptorosauro di grandi dimensioni vissuto nel Cretaceo superiore, circa 96 milioni di anni fa, in quella che oggi è la Formazione Iren Dabasu nella Mongolia Interna, in cui furono ritrovati i suoi primi resti nel 2005. Il genere contiene una singola specie, G. erlianensis.
Gigantoraptor rappresenta il più grande oviraptorosauro conosciuto, raggiungendo una lunghezza di 8 metri per un peso di 2 tonnellate. La colonna vertebrale era ampiamente pneumatizzata, e sia le braccia che le gambe erano molto allungate, con il femore e tibia che misuravano ben oltre il metro di lunghezza, un tratto insolito tra i teropodi giganti. La mandibola era sdentata e terminava in un becco cheratinoso, come negli altri oviraptorosauri. Sebbene diverse specie di oviraptorosauri siano note per presentare tracce di piumaggio, Gigantoraptor, per via delle sue dimensioni, potrebbe aver avuto un piumaggio molto più limitato o quasi del tutto assente.
Il genere è classificato come un dinosauro oviraptorosauro, un gruppo di dinosauri piumati caratterizzati da un becco sdentato e creste craniche, generalmente di piccole dimensioni. Inizialmente identificato come un oviraptoride basale, analisi successive hanno dimostrato che si trattava di un caenagnatide. L'animale era probabilmente un onnivoro dotato di un morso tagliente, come indicato dalla mandibola conservata. La forma del suo becco indica una dieta generalista, potenzialmente carnivora. L'olotipo, e unico esemplare fossile conosciuto, rappresenta un giovane adulto morto all'età di 11 anni. Si stima che l'animale raggiunse l'età adulta intorno ai 7 anni di vita. Tale sviluppo indica una crescita accelerata rispetto ad altri teropodi di grandi dimensioni. La scoperta e l'esame di grandi uova di oviraptorosauro, Macroelongatoolithus, indica che specie di grandi dimensioni come Gigantoraptor deponevano le proprie uova in cerchio lasciano libero il centro in modo da poter covare le uova senza rischiare di schiacciarle.

## Scoperta

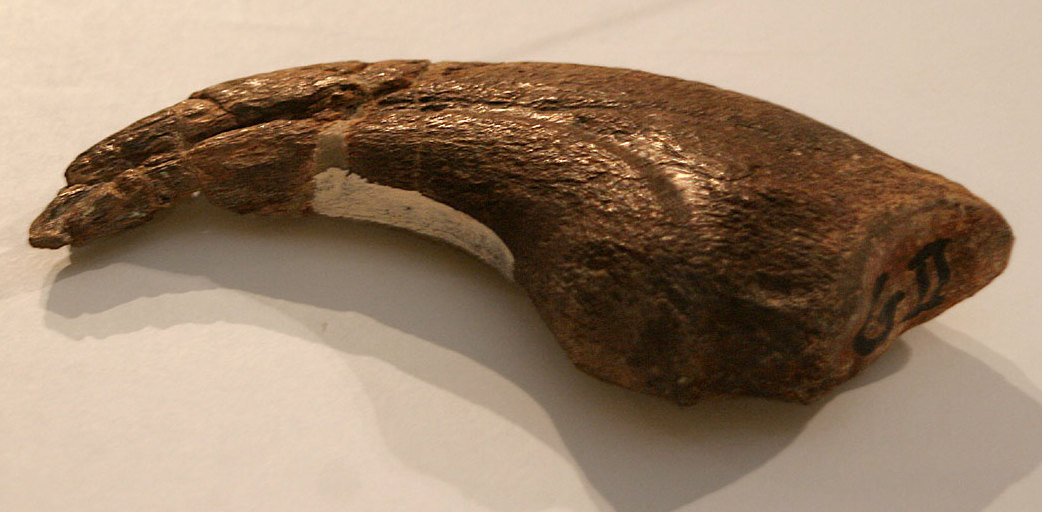
Unguale della mano dell'olotipo

Nel 2001, diversi resti appartenenti al sauropode Sonidosaurus vennero scoperti in una cava a Saihangaobi, nella Formazione Iren Dabasu, Bacino di Erlian, Bandiera sinistra di Sonid (Mongolia Interna). Nell'aprile 2005, al paleontologo cinese Xu Xing venne chiesto di re-interpretare la scoperta di Sonidosaurus per un documentario giapponese. Durante le riprese venne dissotterrato un femore di grandi dimensioni, interpretato come il femore di un sauropode. Tuttavia, mentre ripuliva l'osso, Xu si rese conto che non proveniva da un sauropode, ma da un teropode non identificato nella classe di dimensioni di Albertosaurus. Le riprese vennero quindi interrotte per non dilagare la notizia della fortuita scoperta. In questo modo, la scoperta dell'olotipo di Gigantoraptor venne documentata su pellicola.

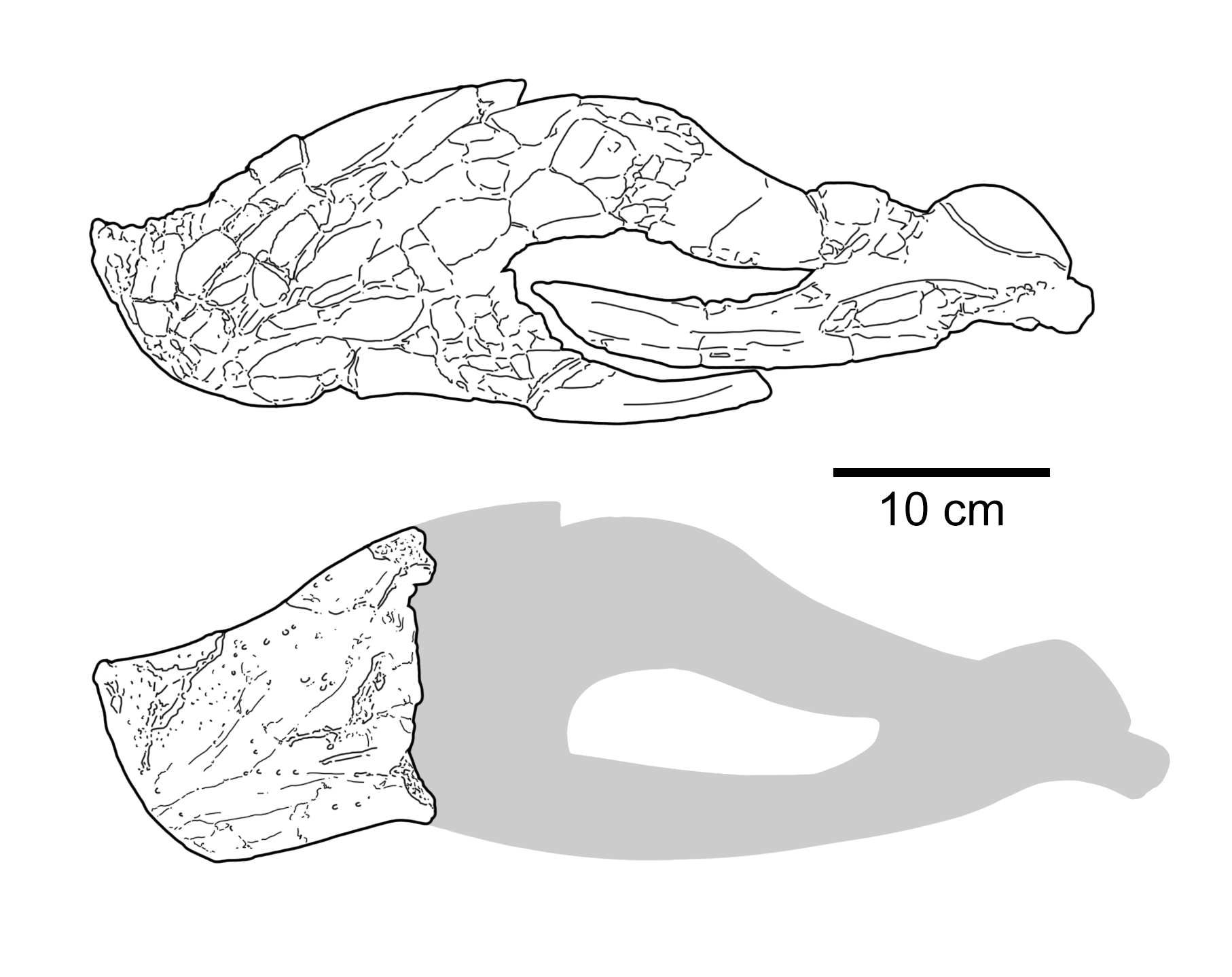
Mandibola olotipo di Gigantoraptor (in alto) a confronto con la mandibola di MPC-D 107/17 (in basso)

Nel 2007, la specie tipo Gigantoraptor erlianensis venne nominata e descritta da Xu, Tan Qingwei, Wang Jianmin, Zhao Xijin e Tan Lin. Il nome generico, Gigantoraptor, deriva dal latino gigas, gigantis che significa "gigante" e raptor ossia "ladro/predatore". Il nome specifico, erlianensis, fa riferimento al Bacino di Erlian, in cui furono rinvenuti i resti dell'animale. L'olotipo, LH V0011, è costituito dai resti incompleti e dissociati di un singolo individuo adulto, che conserva una mandibola quasi completa, una vertebra cervicale parziale isolata, vertebre dorsali, vertebre caudali, la scapola destra, l'omero destro, il radio e ulna destra, la mano destra quasi completa, un ileo parziale con pube e arti posteriori quasi completi, inclusi femore, tibia e perone con un piede quasi completo. Attualmente, l'olotipo è conservato presso l'Istituto di Geologia e Paleontologia di Longhao.
Nel 2015, Takanobu Tsuihiji con il suo team segnalò la scoperta di una mandibola parziale di un caenagnathide di grandi dimensioni (esemplare MPC-D 107/17) proveniente dalla Formazione Bayan Shireh, scoperto nel 2008 dalla spedizione congiunta del Museo di Scienze Naturali di Hayashibara e del Centro Paleontologico Mongolo, presso lo Tsagaan Località Teg. Come conservato, la mandibola parziale è molto simile a quella di Gigantoraptor sia nella morfologia che nelle dimensioni. Nonostante i tratti condivisi tra Gigantoraptor e MPC-D 107/17 e la loro stretta relazione, Tsuihiji e il suo team definirono l'esemplare come Caenagnathidae indet. per la sua natura frammentaria. Nel 2019 gli autori Rubén Molina-Pérez e Asier Larramendi hanno assegnato questa mandibola parziale a cfr. Gigantoraptor erlianensis, suggerendo che potrebbe rappresentare un nuovo esemplare di Gigantoraptor.

## Descrizione

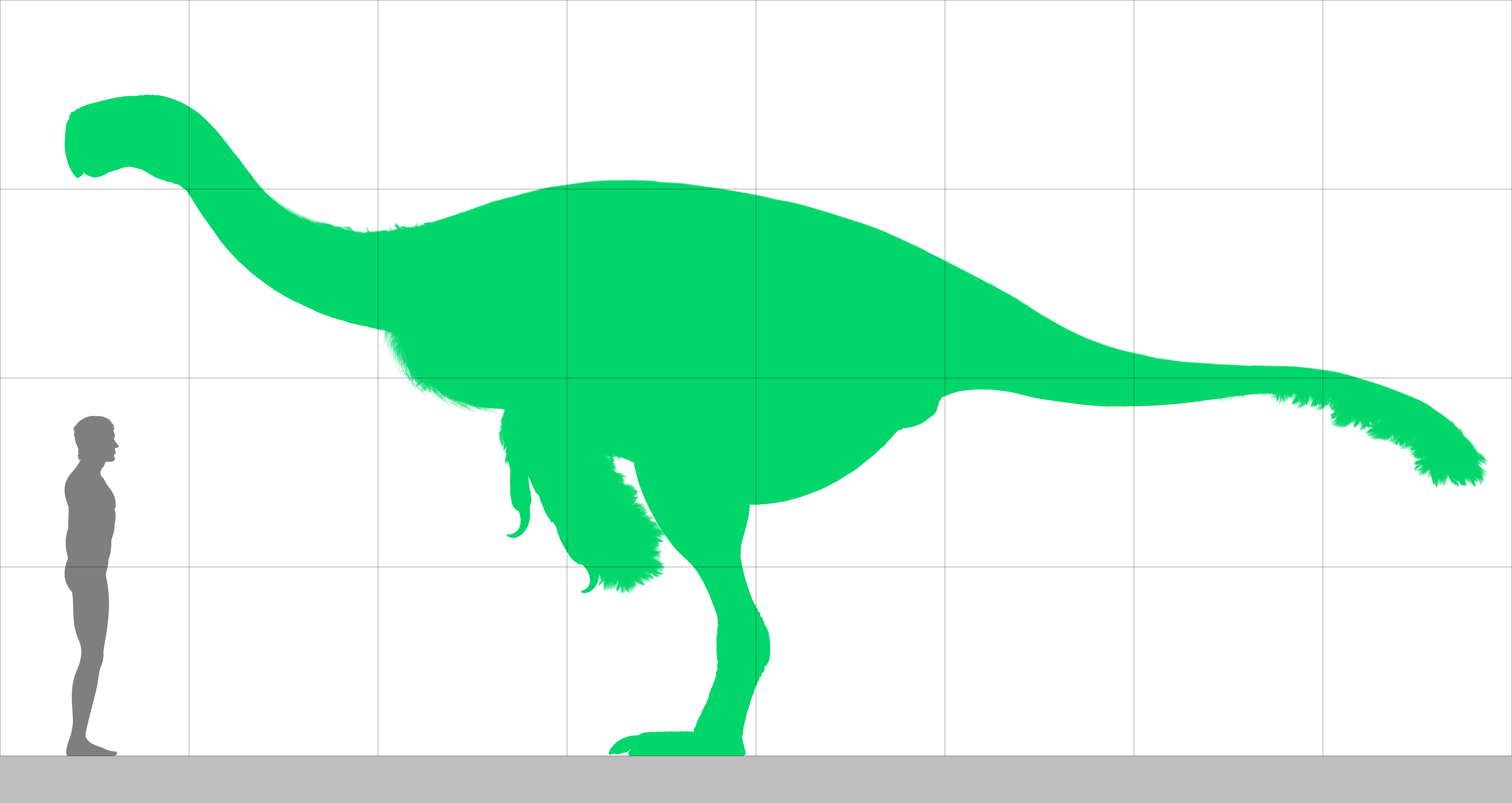
Dimensioni di Gigantoraptor (olotipo) rispetto a un essere umano

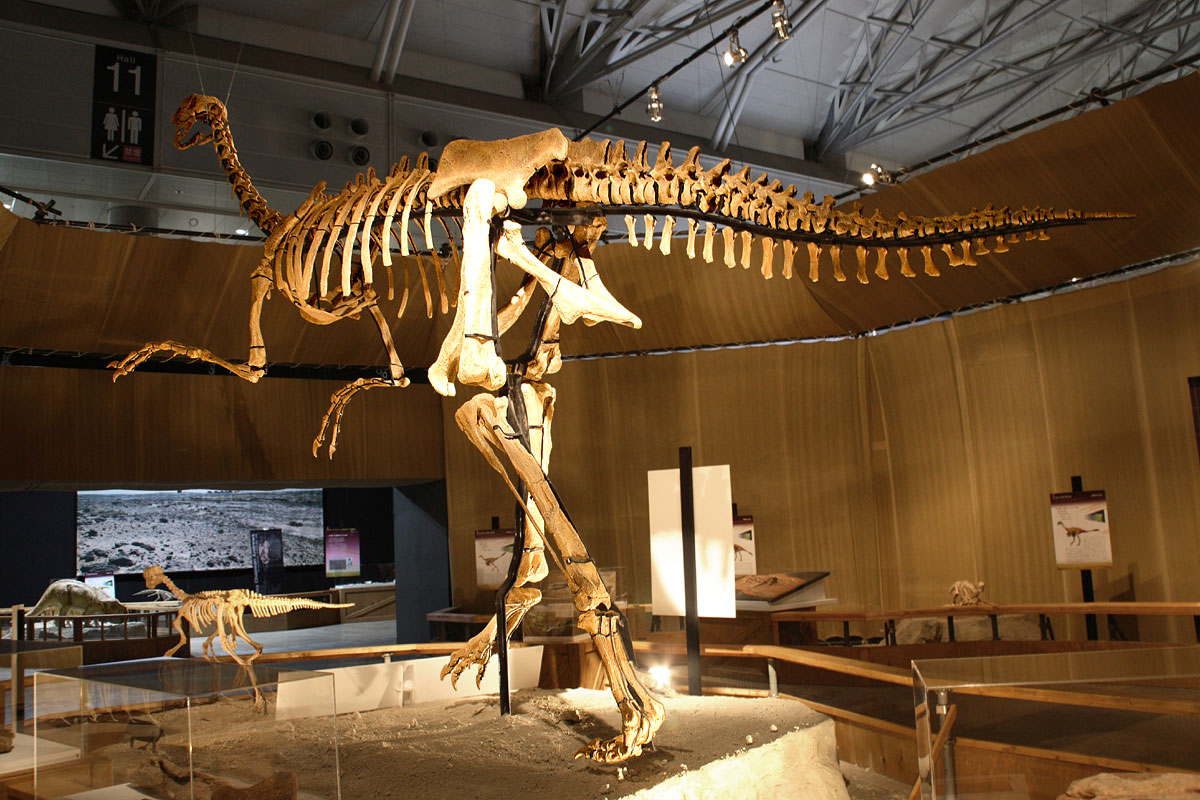
Scheletro di Gigantoraptor in cui son ben visibili le vertebre caudali e gli arti posteriori

Gigantoraptor è il più grande oviraptorosauro conosciuto per il quale è disponibile materiale scheletrico. Circa 3 volte più lungo e 35 volte più pesante del più grande oviraptorosauro conosciuto fino ad allora, Citipati, per l'olotipo di Gigantoraptor è stata stimata una lunghezza di 8 metri, un'altezza ai fianchi di 3,5 metri, per un peso di 1,4 tonnellate. Altri studi hanno stimato una massa corporea di circa 2 tonnellate.
È noto che diversi membri oviraptorosauria presentavano tracce di piumaggio, come si vede in alcuni esemplari di Caudipteryx e dalla presenza di un pigostilo in diverse specie di oviraptoridi. In quanto oviraptorosauro, anche Gigantoraptor era probabilmente piumato, tuttavia, date le sue enormi dimensioni, il suo piumaggio potrebbe essere stato più limitato o rado.

### Cranio

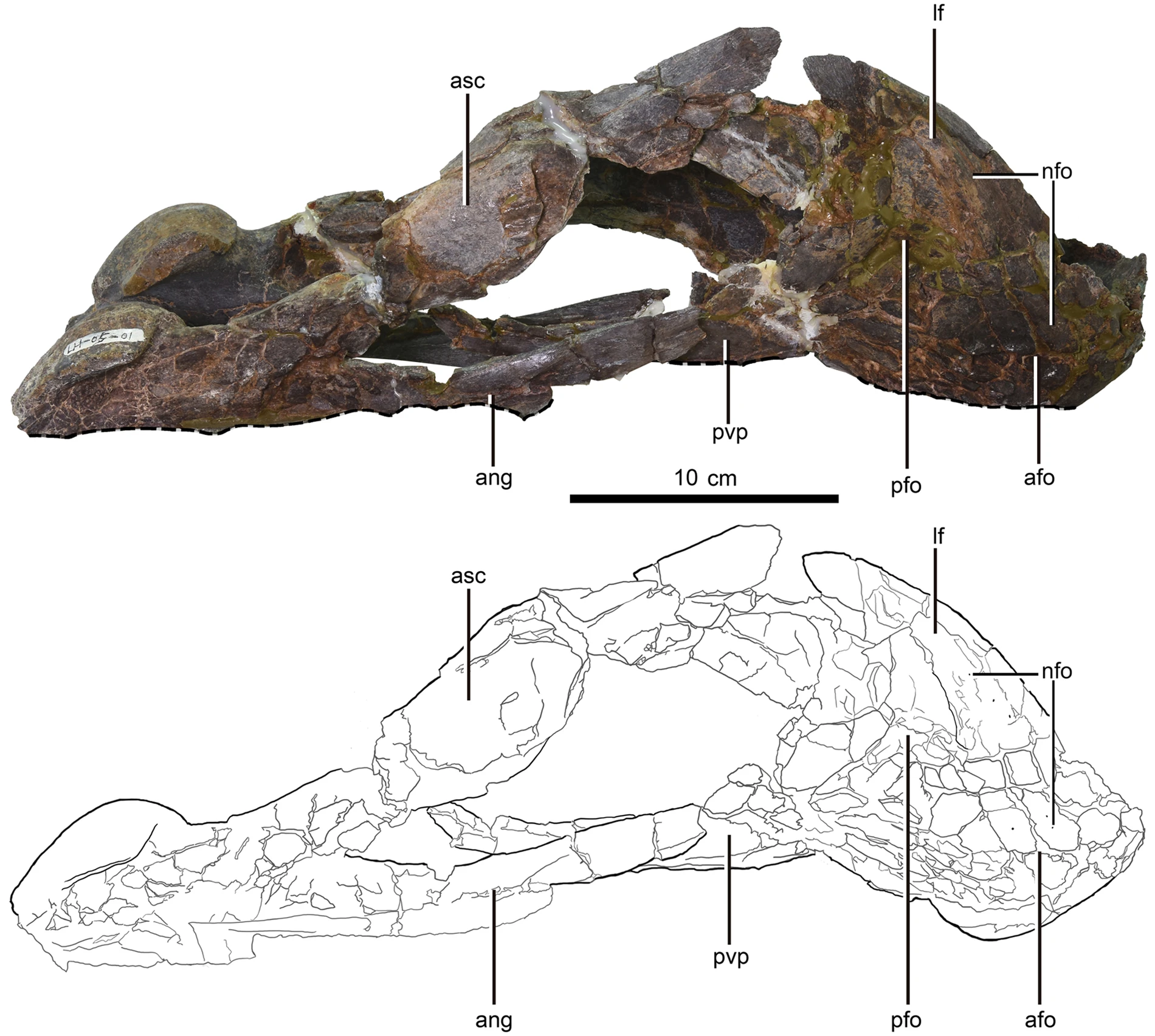
Mandibola olotipo in vista laterale

Come conservata, la lunghezza totale della mandibola è di 46 centimetri ed è priva di denti. Questo elemento fuso in un'ampia forma simile a una pala, indica che il cranio, sconosciuto, era lungo più di mezzo metro e, anche se privo di denti, era probabilmente dotato di una ranfoteca (becco corneo). Rispetto al lato destro, il lato sinistro delle mandibole è ben conservato con una forma quasi intatta. Le ossa dentarie sono molto profonde e prive di denti e presentano un paio di mensole nettamente sviluppate sui bordi superiori. Queste strutture sono relativamente piatte. L'estremità anteriore della mandibola è arrotondata, più simile a quella dei caenagnatidi e diversa da quella a forma di mento di alcuni oviraptoridi. In vista dorsale, la sinfisi (unione ossea) nella parte anteriore della mandibola è a forma di U. Lungo le superfici laterali di questo osso si possono trovare alcuni forami nutritivi, che portavano i nutrienti per sostenere la ranfoteca.
Sia il complesso angolare che quello articolare-surangolare-coronoideo (ASC) sono relativamente più piccoli della mandibola. L'angolare è saldamente fuso al complesso ASC e dà forma al margine inferiore della finestra mandibolare esterna. L'angolare ha una forma arcuata ed è prevalentemente esteso in avanti con una grande depressione laterale che si raccorda con il processo inferiore posteriore (proiezione/estensione ossea) della mandibola. Il complesso ASC è composto dalla fusione delle ossa articolari e surangolari con il processo coronoideo della mandibola. Questo complesso si estende in avanti per articolarsi con il processo superiore posteriore della mandibola e dà forma al margine superiore della fenestra mandibolare esterna. La prominenza del processo coronoideo è bassa e distintamente arrotondata. All'estremità posteriore delle mandibole può essere localizzata la glena articolare. È relativamente grande, convesso e a forma di scodella.

### Scheletro postcraniale

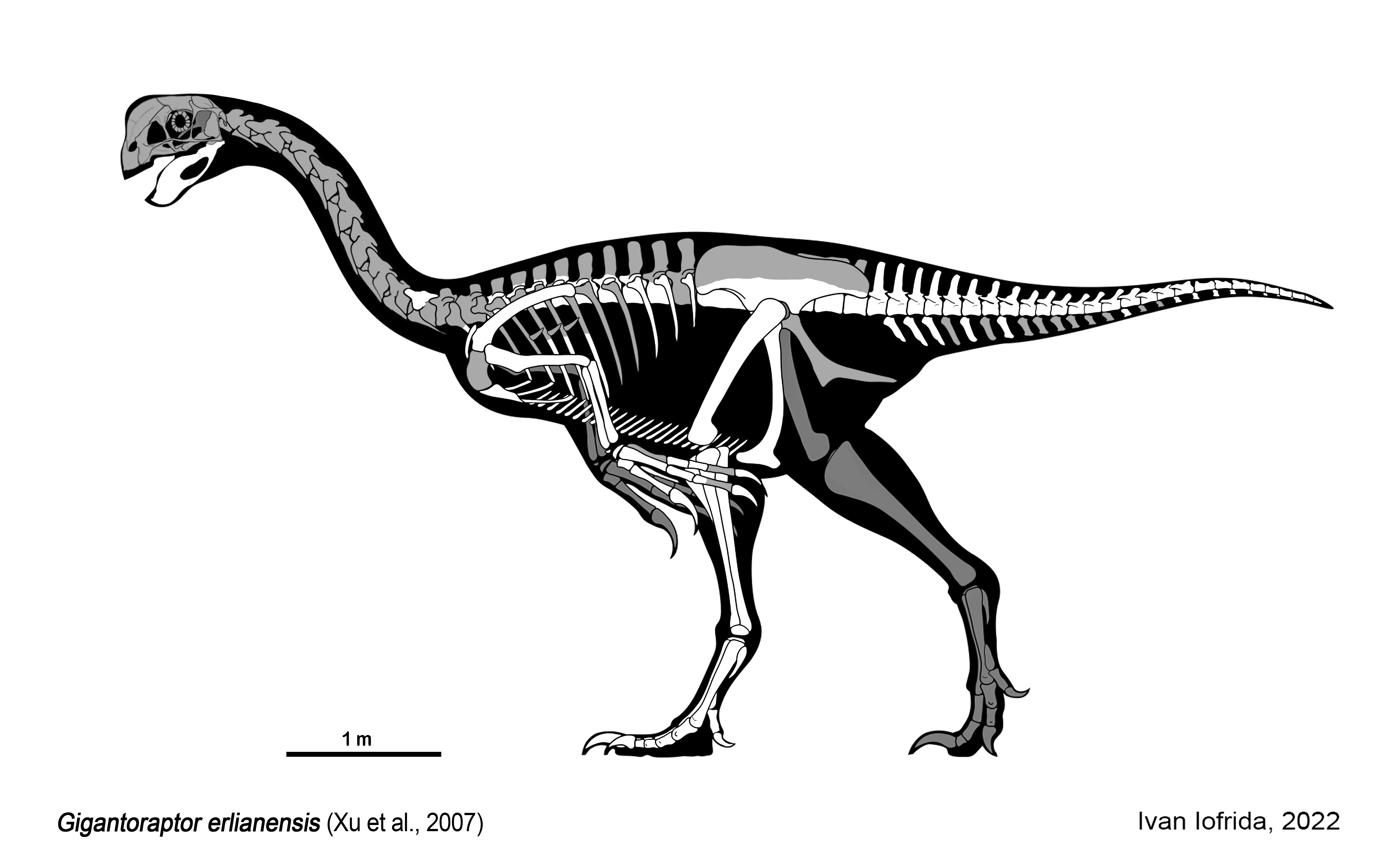
Ricostruzione scheletrica dell'olotipo, resti noti in bianco

Le vertebre caudali anteriori hanno spine neurali molto lunghe e sono fortemente pneumaticizzate con profondi pleuroceli. La sezione centrale della coda relativamente corta è alquanto irrigidita da lunghe prezigapofisi. Le vertebre caudali sono fortemente pneumatizzate con un riempimento osseo spugnoso. Gli arti anteriori sono piuttosto lunghi, con un omero lungo 73,5 centimetri e mani sottili. L'omero è arcuato verso l'esterno in misura eccezionalmente ampia e ha una testa molto arrotondata, simile a quella di alcuni uccelli. Il primo metacarpo è molto corto e sorregge un pollice fortemente divergente. Gli arti posteriori sono ben sviluppati e molto allungati: il femore è snello con una testa e un collo distinti, e misura 1,10 metri; la tibia ha bordi superiori e inferiori simili e misura 1,10 metri di lunghezza; e il metatarso è lungo 58,3 centimetri, con il metatarso III che è il più grande. Il piede è robusto, e presentava artigli grandi e fortemente ricurvi.

### Piumaggio
Xu e il suo team nel 2007 suggerirono che Gigantoraptor avesse un piumaggio piuttosto limitato con diverse aree di pelle "nuda", in quanto 300 volte più pesante delle specie piumate, come Caudipteryx. Normalmente, i grandi animali tendono a fare più affidamento sulla massa corporea per la termoregolazione, portando alla perdita dei tegumenti isolanti trovati nei loro parenti più piccoli. Tuttavia, Xu e colleghi suggerirono che l'animale mantenesse ancora le penne delle braccia e, forse, della coda, in quanto la loro funzione primaria non ha niente a che vedere con la termoregolazione, venendo invece usate durante il corteggiamento o nella cova delle uova.

## Classificazione
Nel 2007 Xu e il team assegnarono Gigantoraptor ad Oviraptoridae, in una posizione basale (primitiva). L'anatomia di Gigantoraptor include le caratteristiche diagnostiche degli Oviraptorosauri, tuttavia, include anche diverse caratteristiche che si trovano in dinosauri eumaniraptori più derivati, come un rapporto arti anteriori/posteriori del 60%, una mancanza di espansione distale della scapola e la mancanza di un quarto trocantere sul femore. Nonostante le sue dimensioni, Gigantoraptor sarebbe stato quindi più simile a un uccello rispetto ai suoi parenti oviraptorosauri più piccoli.
Nel 2010, una seconda analisi delle relazioni tra Gigantoraptor e gli altri oviraptorosauri ha rilevato che si trattava di un membro dei Caenagnathidae piuttosto che di un oviraptoride. L'analisi filogenetica condotta da Lamanna et al. (2014), sostiene che Gigantoraptor fosse un caenagnathide basale.

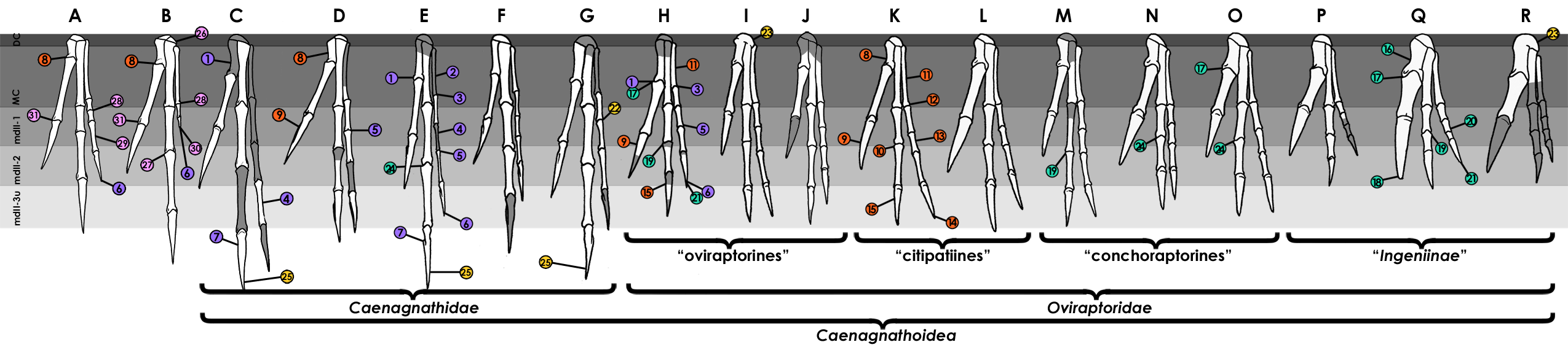
Confronto tra le mani di Gigantoraptor (D) e altri caenagnathoidi

Il cladogramma seguente segue l'analisi filogenetica condotta da Funston & Currie nel 2016, che indica Gigantoraptor come un caenagnathide.
|  | Epichirostenotes |
|  |                  |
|  | Anzu             |
|  |                  |

|  | Leptorhynchos                                              |
|  |                                                            |
|  | \| \| Apatoraptor \| \| \| \| \| \| Elmisaurus \| \| \| \| |
|  |                                                            |
|  | Apatoraptor                                                |
|  |                                                            |
|  | Elmisaurus                                                 |
|  |                                                            |

|  | Apatoraptor |
|  |             |
|  | Elmisaurus  |
|  |             |

|  | Leptorhynchos                                              |
|  |                                                            |
|  | \| \| Apatoraptor \| \| \| \| \| \| Elmisaurus \| \| \| \| |
|  |                                                            |
|  | Apatoraptor                                                |
|  |                                                            |
|  | Elmisaurus                                                 |
|  |                                                            |

|  | Apatoraptor |
|  |             |
|  | Elmisaurus  |
|  |             |

|  | Leptorhynchos                                              |
|  |                                                            |
|  | \| \| Apatoraptor \| \| \| \| \| \| Elmisaurus \| \| \| \| |
|  |                                                            |
|  | Apatoraptor                                                |
|  |                                                            |
|  | Elmisaurus                                                 |
|  |                                                            |

|  | Apatoraptor |
|  |             |
|  | Elmisaurus  |
|  |             |

|  | Leptorhynchos                                              |
|  |                                                            |
|  | \| \| Apatoraptor \| \| \| \| \| \| Elmisaurus \| \| \| \| |
|  |                                                            |
|  | Apatoraptor                                                |
|  |                                                            |
|  | Elmisaurus                                                 |
|  |                                                            |

|  | Apatoraptor |
|  |             |
|  | Elmisaurus  |
|  |             |

|  | Leptorhynchos                                              |
|  |                                                            |
|  | \| \| Apatoraptor \| \| \| \| \| \| Elmisaurus \| \| \| \| |
|  |                                                            |
|  | Apatoraptor                                                |
|  |                                                            |
|  | Elmisaurus                                                 |
|  |                                                            |

|  | Apatoraptor |
|  |             |
|  | Elmisaurus  |
|  |             |

|  | Leptorhynchos                                              |
|  |                                                            |
|  | \| \| Apatoraptor \| \| \| \| \| \| Elmisaurus \| \| \| \| |
|  |                                                            |
|  | Apatoraptor                                                |
|  |                                                            |
|  | Elmisaurus                                                 |
|  |                                                            |

|  | Apatoraptor |
|  |             |
|  | Elmisaurus  |
|  |             |

|  | Leptorhynchos                                              |
|  |                                                            |
|  | \| \| Apatoraptor \| \| \| \| \| \| Elmisaurus \| \| \| \| |
|  |                                                            |
|  | Apatoraptor                                                |
|  |                                                            |
|  | Elmisaurus                                                 |
|  |                                                            |

|  | Apatoraptor |
|  |             |
|  | Elmisaurus  |
|  |             |

|  | Leptorhynchos                                              |
|  |                                                            |
|  | \| \| Apatoraptor \| \| \| \| \| \| Elmisaurus \| \| \| \| |
|  |                                                            |
|  | Apatoraptor                                                |
|  |                                                            |
|  | Elmisaurus                                                 |
|  |                                                            |

|  | Apatoraptor |
|  |             |
|  | Elmisaurus  |
|  |             |

|  | Epichirostenotes |
|  |                  |
|  | Anzu             |
|  |                  |

|  | Leptorhynchos                                              |
|  |                                                            |
|  | \| \| Apatoraptor \| \| \| \| \| \| Elmisaurus \| \| \| \| |
|  |                                                            |
|  | Apatoraptor                                                |
|  |                                                            |
|  | Elmisaurus                                                 |
|  |                                                            |

|  | Apatoraptor |
|  |             |
|  | Elmisaurus  |
|  |             |

|  | Leptorhynchos                                              |
|  |                                                            |
|  | \| \| Apatoraptor \| \| \| \| \| \| Elmisaurus \| \| \| \| |
|  |                                                            |
|  | Apatoraptor                                                |
|  |                                                            |
|  | Elmisaurus                                                 |
|  |                                                            |

|  | Apatoraptor |
|  |             |
|  | Elmisaurus  |
|  |             |

|  | Leptorhynchos                                              |
|  |                                                            |
|  | \| \| Apatoraptor \| \| \| \| \| \| Elmisaurus \| \| \| \| |
|  |                                                            |
|  | Apatoraptor                                                |
|  |                                                            |
|  | Elmisaurus                                                 |
|  |                                                            |

|  | Apatoraptor |
|  |             |
|  | Elmisaurus  |
|  |             |

|  | Leptorhynchos                                              |
|  |                                                            |
|  | \| \| Apatoraptor \| \| \| \| \| \| Elmisaurus \| \| \| \| |
|  |                                                            |
|  | Apatoraptor                                                |
|  |                                                            |
|  | Elmisaurus                                                 |
|  |                                                            |

|  | Apatoraptor |
|  |             |
|  | Elmisaurus  |
|  |             |

|  | Leptorhynchos                                              |
|  |                                                            |
|  | \| \| Apatoraptor \| \| \| \| \| \| Elmisaurus \| \| \| \| |
|  |                                                            |
|  | Apatoraptor                                                |
|  |                                                            |
|  | Elmisaurus                                                 |
|  |                                                            |

|  | Apatoraptor |
|  |             |
|  | Elmisaurus  |
|  |             |

|  | Leptorhynchos                                              |
|  |                                                            |
|  | \| \| Apatoraptor \| \| \| \| \| \| Elmisaurus \| \| \| \| |
|  |                                                            |
|  | Apatoraptor                                                |
|  |                                                            |
|  | Elmisaurus                                                 |
|  |                                                            |

|  | Apatoraptor |
|  |             |
|  | Elmisaurus  |
|  |             |

|  | Leptorhynchos                                              |
|  |                                                            |
|  | \| \| Apatoraptor \| \| \| \| \| \| Elmisaurus \| \| \| \| |
|  |                                                            |
|  | Apatoraptor                                                |
|  |                                                            |
|  | Elmisaurus                                                 |
|  |                                                            |

|  | Apatoraptor |
|  |             |
|  | Elmisaurus  |
|  |             |

|  | Leptorhynchos                                              |
|  |                                                            |
|  | \| \| Apatoraptor \| \| \| \| \| \| Elmisaurus \| \| \| \| |
|  |                                                            |
|  | Apatoraptor                                                |
|  |                                                            |
|  | Elmisaurus                                                 |
|  |                                                            |

|  | Apatoraptor |
|  |             |
|  | Elmisaurus  |
|  |             |

|  | Epichirostenotes |
|  |                  |
|  | Anzu             |
|  |                  |

|  | Leptorhynchos                                              |
|  |                                                            |
|  | \| \| Apatoraptor \| \| \| \| \| \| Elmisaurus \| \| \| \| |
|  |                                                            |
|  | Apatoraptor                                                |
|  |                                                            |
|  | Elmisaurus                                                 |
|  |                                                            |

|  | Apatoraptor |
|  |             |
|  | Elmisaurus  |
|  |             |

|  | Leptorhynchos                                              |
|  |                                                            |
|  | \| \| Apatoraptor \| \| \| \| \| \| Elmisaurus \| \| \| \| |
|  |                                                            |
|  | Apatoraptor                                                |
|  |                                                            |
|  | Elmisaurus                                                 |
|  |                                                            |

|  | Apatoraptor |
|  |             |
|  | Elmisaurus  |
|  |             |

|  | Leptorhynchos                                              |
|  |                                                            |
|  | \| \| Apatoraptor \| \| \| \| \| \| Elmisaurus \| \| \| \| |
|  |                                                            |
|  | Apatoraptor                                                |
|  |                                                            |
|  | Elmisaurus                                                 |
|  |                                                            |

|  | Apatoraptor |
|  |             |
|  | Elmisaurus  |
|  |             |

|  | Leptorhynchos                                              |
|  |                                                            |
|  | \| \| Apatoraptor \| \| \| \| \| \| Elmisaurus \| \| \| \| |
|  |                                                            |
|  | Apatoraptor                                                |
|  |                                                            |
|  | Elmisaurus                                                 |
|  |                                                            |

|  | Apatoraptor |
|  |             |
|  | Elmisaurus  |
|  |             |

|  | Leptorhynchos                                              |
|  |                                                            |
|  | \| \| Apatoraptor \| \| \| \| \| \| Elmisaurus \| \| \| \| |
|  |                                                            |
|  | Apatoraptor                                                |
|  |                                                            |
|  | Elmisaurus                                                 |
|  |                                                            |

|  | Apatoraptor |
|  |             |
|  | Elmisaurus  |
|  |             |

|  | Leptorhynchos                                              |
|  |                                                            |
|  | \| \| Apatoraptor \| \| \| \| \| \| Elmisaurus \| \| \| \| |
|  |                                                            |
|  | Apatoraptor                                                |
|  |                                                            |
|  | Elmisaurus                                                 |
|  |                                                            |

|  | Apatoraptor |
|  |             |
|  | Elmisaurus  |
|  |             |

|  | Leptorhynchos                                              |
|  |                                                            |
|  | \| \| Apatoraptor \| \| \| \| \| \| Elmisaurus \| \| \| \| |
|  |                                                            |
|  | Apatoraptor                                                |
|  |                                                            |
|  | Elmisaurus                                                 |
|  |                                                            |

|  | Apatoraptor |
|  |             |
|  | Elmisaurus  |
|  |             |

|  | Leptorhynchos                                              |
|  |                                                            |
|  | \| \| Apatoraptor \| \| \| \| \| \| Elmisaurus \| \| \| \| |
|  |                                                            |
|  | Apatoraptor                                                |
|  |                                                            |
|  | Elmisaurus                                                 |
|  |                                                            |

|  | Apatoraptor |
|  |             |
|  | Elmisaurus  |
|  |             |

|  | Epichirostenotes |
|  |                  |
|  | Anzu             |
|  |                  |

|  | Leptorhynchos                                              |
|  |                                                            |
|  | \| \| Apatoraptor \| \| \| \| \| \| Elmisaurus \| \| \| \| |
|  |                                                            |
|  | Apatoraptor                                                |
|  |                                                            |
|  | Elmisaurus                                                 |
|  |                                                            |

|  | Apatoraptor |
|  |             |
|  | Elmisaurus  |
|  |             |

|  | Leptorhynchos                                              |
|  |                                                            |
|  | \| \| Apatoraptor \| \| \| \| \| \| Elmisaurus \| \| \| \| |
|  |                                                            |
|  | Apatoraptor                                                |
|  |                                                            |
|  | Elmisaurus                                                 |
|  |                                                            |

|  | Apatoraptor |
|  |             |
|  | Elmisaurus  |
|  |             |

|  | Leptorhynchos                                              |
|  |                                                            |
|  | \| \| Apatoraptor \| \| \| \| \| \| Elmisaurus \| \| \| \| |
|  |                                                            |
|  | Apatoraptor                                                |
|  |                                                            |
|  | Elmisaurus                                                 |
|  |                                                            |

|  | Apatoraptor |
|  |             |
|  | Elmisaurus  |
|  |             |

|  | Leptorhynchos                                              |
|  |                                                            |
|  | \| \| Apatoraptor \| \| \| \| \| \| Elmisaurus \| \| \| \| |
|  |                                                            |
|  | Apatoraptor                                                |
|  |                                                            |
|  | Elmisaurus                                                 |
|  |                                                            |

|  | Apatoraptor |
|  |             |
|  | Elmisaurus  |
|  |             |

|  | Leptorhynchos                                              |
|  |                                                            |
|  | \| \| Apatoraptor \| \| \| \| \| \| Elmisaurus \| \| \| \| |
|  |                                                            |
|  | Apatoraptor                                                |
|  |                                                            |
|  | Elmisaurus                                                 |
|  |                                                            |

|  | Apatoraptor |
|  |             |
|  | Elmisaurus  |
|  |             |

|  | Leptorhynchos                                              |
|  |                                                            |
|  | \| \| Apatoraptor \| \| \| \| \| \| Elmisaurus \| \| \| \| |
|  |                                                            |
|  | Apatoraptor                                                |
|  |                                                            |
|  | Elmisaurus                                                 |
|  |                                                            |

|  | Apatoraptor |
|  |             |
|  | Elmisaurus  |
|  |             |

|  | Leptorhynchos                                              |
|  |                                                            |
|  | \| \| Apatoraptor \| \| \| \| \| \| Elmisaurus \| \| \| \| |
|  |                                                            |
|  | Apatoraptor                                                |
|  |                                                            |
|  | Elmisaurus                                                 |
|  |                                                            |

|  | Apatoraptor |
|  |             |
|  | Elmisaurus  |
|  |             |

|  | Leptorhynchos                                              |
|  |                                                            |
|  | \| \| Apatoraptor \| \| \| \| \| \| Elmisaurus \| \| \| \| |
|  |                                                            |
|  | Apatoraptor                                                |
|  |                                                            |
|  | Elmisaurus                                                 |
|  |                                                            |

|  | Apatoraptor |
|  |             |
|  | Elmisaurus  |
|  |             |

|  | Epichirostenotes |
|  |                  |
|  | Anzu             |
|  |                  |

|  | Leptorhynchos                                              |
|  |                                                            |
|  | \| \| Apatoraptor \| \| \| \| \| \| Elmisaurus \| \| \| \| |
|  |                                                            |
|  | Apatoraptor                                                |
|  |                                                            |
|  | Elmisaurus                                                 |
|  |                                                            |

|  | Apatoraptor |
|  |             |
|  | Elmisaurus  |
|  |             |

|  | Leptorhynchos                                              |
|  |                                                            |
|  | \| \| Apatoraptor \| \| \| \| \| \| Elmisaurus \| \| \| \| |
|  |                                                            |
|  | Apatoraptor                                                |
|  |                                                            |
|  | Elmisaurus                                                 |
|  |                                                            |

|  | Apatoraptor |
|  |             |
|  | Elmisaurus  |
|  |             |

|  | Leptorhynchos                                              |
|  |                                                            |
|  | \| \| Apatoraptor \| \| \| \| \| \| Elmisaurus \| \| \| \| |
|  |                                                            |
|  | Apatoraptor                                                |
|  |                                                            |
|  | Elmisaurus                                                 |
|  |                                                            |

|  | Apatoraptor |
|  |             |
|  | Elmisaurus  |
|  |             |

|  | Leptorhynchos                                              |
|  |                                                            |
|  | \| \| Apatoraptor \| \| \| \| \| \| Elmisaurus \| \| \| \| |
|  |                                                            |
|  | Apatoraptor                                                |
|  |                                                            |
|  | Elmisaurus                                                 |
|  |                                                            |

|  | Apatoraptor |
|  |             |
|  | Elmisaurus  |
|  |             |

|  | Leptorhynchos                                              |
|  |                                                            |
|  | \| \| Apatoraptor \| \| \| \| \| \| Elmisaurus \| \| \| \| |
|  |                                                            |
|  | Apatoraptor                                                |
|  |                                                            |
|  | Elmisaurus                                                 |
|  |                                                            |

|  | Apatoraptor |
|  |             |
|  | Elmisaurus  |
|  |             |

|  | Leptorhynchos                                              |
|  |                                                            |
|  | \| \| Apatoraptor \| \| \| \| \| \| Elmisaurus \| \| \| \| |
|  |                                                            |
|  | Apatoraptor                                                |
|  |                                                            |
|  | Elmisaurus                                                 |
|  |                                                            |

|  | Apatoraptor |
|  |             |
|  | Elmisaurus  |
|  |             |

|  | Leptorhynchos                                              |
|  |                                                            |
|  | \| \| Apatoraptor \| \| \| \| \| \| Elmisaurus \| \| \| \| |
|  |                                                            |
|  | Apatoraptor                                                |
|  |                                                            |
|  | Elmisaurus                                                 |
|  |                                                            |

|  | Apatoraptor |
|  |             |
|  | Elmisaurus  |
|  |             |

|  | Leptorhynchos                                              |
|  |                                                            |
|  | \| \| Apatoraptor \| \| \| \| \| \| Elmisaurus \| \| \| \| |
|  |                                                            |
|  | Apatoraptor                                                |
|  |                                                            |
|  | Elmisaurus                                                 |
|  |                                                            |

|  | Apatoraptor |
|  |             |
|  | Elmisaurus  |
|  |             |

|  | Epichirostenotes |
|  |                  |
|  | Anzu             |
|  |                  |

|  | Leptorhynchos                                              |
|  |                                                            |
|  | \| \| Apatoraptor \| \| \| \| \| \| Elmisaurus \| \| \| \| |
|  |                                                            |
|  | Apatoraptor                                                |
|  |                                                            |
|  | Elmisaurus                                                 |
|  |                                                            |

|  | Apatoraptor |
|  |             |
|  | Elmisaurus  |
|  |             |

|  | Leptorhynchos                                              |
|  |                                                            |
|  | \| \| Apatoraptor \| \| \| \| \| \| Elmisaurus \| \| \| \| |
|  |                                                            |
|  | Apatoraptor                                                |
|  |                                                            |
|  | Elmisaurus                                                 |
|  |                                                            |

|  | Apatoraptor |
|  |             |
|  | Elmisaurus  |
|  |             |

|  | Leptorhynchos                                              |
|  |                                                            |
|  | \| \| Apatoraptor \| \| \| \| \| \| Elmisaurus \| \| \| \| |
|  |                                                            |
|  | Apatoraptor                                                |
|  |                                                            |
|  | Elmisaurus                                                 |
|  |                                                            |

|  | Apatoraptor |
|  |             |
|  | Elmisaurus  |
|  |             |

|  | Leptorhynchos                                              |
|  |                                                            |
|  | \| \| Apatoraptor \| \| \| \| \| \| Elmisaurus \| \| \| \| |
|  |                                                            |
|  | Apatoraptor                                                |
|  |                                                            |
|  | Elmisaurus                                                 |
|  |                                                            |

|  | Apatoraptor |
|  |             |
|  | Elmisaurus  |
|  |             |

|  | Leptorhynchos                                              |
|  |                                                            |
|  | \| \| Apatoraptor \| \| \| \| \| \| Elmisaurus \| \| \| \| |
|  |                                                            |
|  | Apatoraptor                                                |
|  |                                                            |
|  | Elmisaurus                                                 |
|  |                                                            |

|  | Apatoraptor |
|  |             |
|  | Elmisaurus  |
|  |             |

|  | Leptorhynchos                                              |
|  |                                                            |
|  | \| \| Apatoraptor \| \| \| \| \| \| Elmisaurus \| \| \| \| |
|  |                                                            |
|  | Apatoraptor                                                |
|  |                                                            |
|  | Elmisaurus                                                 |
|  |                                                            |

|  | Apatoraptor |
|  |             |
|  | Elmisaurus  |
|  |             |

|  | Leptorhynchos                                              |
|  |                                                            |
|  | \| \| Apatoraptor \| \| \| \| \| \| Elmisaurus \| \| \| \| |
|  |                                                            |
|  | Apatoraptor                                                |
|  |                                                            |
|  | Elmisaurus                                                 |
|  |                                                            |

|  | Apatoraptor |
|  |             |
|  | Elmisaurus  |
|  |             |

|  | Leptorhynchos                                              |
|  |                                                            |
|  | \| \| Apatoraptor \| \| \| \| \| \| Elmisaurus \| \| \| \| |
|  |                                                            |
|  | Apatoraptor                                                |
|  |                                                            |
|  | Elmisaurus                                                 |
|  |                                                            |

|  | Apatoraptor |
|  |             |
|  | Elmisaurus  |
|  |             |

|  | Epichirostenotes |
|  |                  |
|  | Anzu             |
|  |                  |

|  | Leptorhynchos                                              |
|  |                                                            |
|  | \| \| Apatoraptor \| \| \| \| \| \| Elmisaurus \| \| \| \| |
|  |                                                            |
|  | Apatoraptor                                                |
|  |                                                            |
|  | Elmisaurus                                                 |
|  |                                                            |

|  | Apatoraptor |
|  |             |
|  | Elmisaurus  |
|  |             |

|  | Leptorhynchos                                              |
|  |                                                            |
|  | \| \| Apatoraptor \| \| \| \| \| \| Elmisaurus \| \| \| \| |
|  |                                                            |
|  | Apatoraptor                                                |
|  |                                                            |
|  | Elmisaurus                                                 |
|  |                                                            |

|  | Apatoraptor |
|  |             |
|  | Elmisaurus  |
|  |             |

|  | Leptorhynchos                                              |
|  |                                                            |
|  | \| \| Apatoraptor \| \| \| \| \| \| Elmisaurus \| \| \| \| |
|  |                                                            |
|  | Apatoraptor                                                |
|  |                                                            |
|  | Elmisaurus                                                 |
|  |                                                            |

|  | Apatoraptor |
|  |             |
|  | Elmisaurus  |
|  |             |

|  | Leptorhynchos                                              |
|  |                                                            |
|  | \| \| Apatoraptor \| \| \| \| \| \| Elmisaurus \| \| \| \| |
|  |                                                            |
|  | Apatoraptor                                                |
|  |                                                            |
|  | Elmisaurus                                                 |
|  |                                                            |

|  | Apatoraptor |
|  |             |
|  | Elmisaurus  |
|  |             |

|  | Leptorhynchos                                              |
|  |                                                            |
|  | \| \| Apatoraptor \| \| \| \| \| \| Elmisaurus \| \| \| \| |
|  |                                                            |
|  | Apatoraptor                                                |
|  |                                                            |
|  | Elmisaurus                                                 |
|  |                                                            |

|  | Apatoraptor |
|  |             |
|  | Elmisaurus  |
|  |             |

|  | Leptorhynchos                                              |
|  |                                                            |
|  | \| \| Apatoraptor \| \| \| \| \| \| Elmisaurus \| \| \| \| |
|  |                                                            |
|  | Apatoraptor                                                |
|  |                                                            |
|  | Elmisaurus                                                 |
|  |                                                            |

|  | Apatoraptor |
|  |             |
|  | Elmisaurus  |
|  |             |

|  | Leptorhynchos                                              |
|  |                                                            |
|  | \| \| Apatoraptor \| \| \| \| \| \| Elmisaurus \| \| \| \| |
|  |                                                            |
|  | Apatoraptor                                                |
|  |                                                            |
|  | Elmisaurus                                                 |
|  |                                                            |

|  | Apatoraptor |
|  |             |
|  | Elmisaurus  |
|  |             |

|  | Leptorhynchos                                              |
|  |                                                            |
|  | \| \| Apatoraptor \| \| \| \| \| \| Elmisaurus \| \| \| \| |
|  |                                                            |
|  | Apatoraptor                                                |
|  |                                                            |
|  | Elmisaurus                                                 |
|  |                                                            |

|  | Apatoraptor |
|  |             |
|  | Elmisaurus  |
|  |             |

|  | Epichirostenotes |
|  |                  |
|  | Anzu             |
|  |                  |

|  | Leptorhynchos                                              |
|  |                                                            |
|  | \| \| Apatoraptor \| \| \| \| \| \| Elmisaurus \| \| \| \| |
|  |                                                            |
|  | Apatoraptor                                                |
|  |                                                            |
|  | Elmisaurus                                                 |
|  |                                                            |

|  | Apatoraptor |
|  |             |
|  | Elmisaurus  |
|  |             |

|  | Leptorhynchos                                              |
|  |                                                            |
|  | \| \| Apatoraptor \| \| \| \| \| \| Elmisaurus \| \| \| \| |
|  |                                                            |
|  | Apatoraptor                                                |
|  |                                                            |
|  | Elmisaurus                                                 |
|  |                                                            |

|  | Apatoraptor |
|  |             |
|  | Elmisaurus  |
|  |             |

|  | Leptorhynchos                                              |
|  |                                                            |
|  | \| \| Apatoraptor \| \| \| \| \| \| Elmisaurus \| \| \| \| |
|  |                                                            |
|  | Apatoraptor                                                |
|  |                                                            |
|  | Elmisaurus                                                 |
|  |                                                            |

|  | Apatoraptor |
|  |             |
|  | Elmisaurus  |
|  |             |

|  | Leptorhynchos                                              |
|  |                                                            |
|  | \| \| Apatoraptor \| \| \| \| \| \| Elmisaurus \| \| \| \| |
|  |                                                            |
|  | Apatoraptor                                                |
|  |                                                            |
|  | Elmisaurus                                                 |
|  |                                                            |

|  | Apatoraptor |
|  |             |
|  | Elmisaurus  |
|  |             |

|  | Leptorhynchos                                              |
|  |                                                            |
|  | \| \| Apatoraptor \| \| \| \| \| \| Elmisaurus \| \| \| \| |
|  |                                                            |
|  | Apatoraptor                                                |
|  |                                                            |
|  | Elmisaurus                                                 |
|  |                                                            |

|  | Apatoraptor |
|  |             |
|  | Elmisaurus  |
|  |             |

|  | Leptorhynchos                                              |
|  |                                                            |
|  | \| \| Apatoraptor \| \| \| \| \| \| Elmisaurus \| \| \| \| |
|  |                                                            |
|  | Apatoraptor                                                |
|  |                                                            |
|  | Elmisaurus                                                 |
|  |                                                            |

|  | Apatoraptor |
|  |             |
|  | Elmisaurus  |
|  |             |

|  | Leptorhynchos                                              |
|  |                                                            |
|  | \| \| Apatoraptor \| \| \| \| \| \| Elmisaurus \| \| \| \| |
|  |                                                            |
|  | Apatoraptor                                                |
|  |                                                            |
|  | Elmisaurus                                                 |
|  |                                                            |

|  | Apatoraptor |
|  |             |
|  | Elmisaurus  |
|  |             |

|  | Leptorhynchos                                              |
|  |                                                            |
|  | \| \| Apatoraptor \| \| \| \| \| \| Elmisaurus \| \| \| \| |
|  |                                                            |
|  | Apatoraptor                                                |
|  |                                                            |
|  | Elmisaurus                                                 |
|  |                                                            |

|  | Apatoraptor |
|  |             |
|  | Elmisaurus  |
|  |             |

|  | Epichirostenotes |
|  |                  |
|  | Anzu             |
|  |                  |

|  | Leptorhynchos                                              |
|  |                                                            |
|  | \| \| Apatoraptor \| \| \| \| \| \| Elmisaurus \| \| \| \| |
|  |                                                            |
|  | Apatoraptor                                                |
|  |                                                            |
|  | Elmisaurus                                                 |
|  |                                                            |

|  | Apatoraptor |
|  |             |
|  | Elmisaurus  |
|  |             |

|  | Leptorhynchos                                              |
|  |                                                            |
|  | \| \| Apatoraptor \| \| \| \| \| \| Elmisaurus \| \| \| \| |
|  |                                                            |
|  | Apatoraptor                                                |
|  |                                                            |
|  | Elmisaurus                                                 |
|  |                                                            |

|  | Apatoraptor |
|  |             |
|  | Elmisaurus  |
|  |             |

|  | Leptorhynchos                                              |
|  |                                                            |
|  | \| \| Apatoraptor \| \| \| \| \| \| Elmisaurus \| \| \| \| |
|  |                                                            |
|  | Apatoraptor                                                |
|  |                                                            |
|  | Elmisaurus                                                 |
|  |                                                            |

|  | Apatoraptor |
|  |             |
|  | Elmisaurus  |
|  |             |

|  | Leptorhynchos                                              |
|  |                                                            |
|  | \| \| Apatoraptor \| \| \| \| \| \| Elmisaurus \| \| \| \| |
|  |                                                            |
|  | Apatoraptor                                                |
|  |                                                            |
|  | Elmisaurus                                                 |
|  |                                                            |

|  | Apatoraptor |
|  |             |
|  | Elmisaurus  |
|  |             |

|  | Leptorhynchos                                              |
|  |                                                            |
|  | \| \| Apatoraptor \| \| \| \| \| \| Elmisaurus \| \| \| \| |
|  |                                                            |
|  | Apatoraptor                                                |
|  |                                                            |
|  | Elmisaurus                                                 |
|  |                                                            |

|  | Apatoraptor |
|  |             |
|  | Elmisaurus  |
|  |             |

|  | Leptorhynchos                                              |
|  |                                                            |
|  | \| \| Apatoraptor \| \| \| \| \| \| Elmisaurus \| \| \| \| |
|  |                                                            |
|  | Apatoraptor                                                |
|  |                                                            |
|  | Elmisaurus                                                 |
|  |                                                            |

|  | Apatoraptor |
|  |             |
|  | Elmisaurus  |
|  |             |

|  | Leptorhynchos                                              |
|  |                                                            |
|  | \| \| Apatoraptor \| \| \| \| \| \| Elmisaurus \| \| \| \| |
|  |                                                            |
|  | Apatoraptor                                                |
|  |                                                            |
|  | Elmisaurus                                                 |
|  |                                                            |

|  | Apatoraptor |
|  |             |
|  | Elmisaurus  |
|  |             |

|  | Leptorhynchos                                              |
|  |                                                            |
|  | \| \| Apatoraptor \| \| \| \| \| \| Elmisaurus \| \| \| \| |
|  |                                                            |
|  | Apatoraptor                                                |
|  |                                                            |
|  | Elmisaurus                                                 |
|  |                                                            |

|  | Apatoraptor |
|  |             |
|  | Elmisaurus  |
|  |             |

|  | Epichirostenotes |
|  |                  |
|  | Anzu             |
|  |                  |

|  | Leptorhynchos                                              |
|  |                                                            |
|  | \| \| Apatoraptor \| \| \| \| \| \| Elmisaurus \| \| \| \| |
|  |                                                            |
|  | Apatoraptor                                                |
|  |                                                            |
|  | Elmisaurus                                                 |
|  |                                                            |

|  | Apatoraptor |
|  |             |
|  | Elmisaurus  |
|  |             |

|  | Leptorhynchos                                              |
|  |                                                            |
|  | \| \| Apatoraptor \| \| \| \| \| \| Elmisaurus \| \| \| \| |
|  |                                                            |
|  | Apatoraptor                                                |
|  |                                                            |
|  | Elmisaurus                                                 |
|  |                                                            |

|  | Apatoraptor |
|  |             |
|  | Elmisaurus  |
|  |             |

|  | Leptorhynchos                                              |
|  |                                                            |
|  | \| \| Apatoraptor \| \| \| \| \| \| Elmisaurus \| \| \| \| |
|  |                                                            |
|  | Apatoraptor                                                |
|  |                                                            |
|  | Elmisaurus                                                 |
|  |                                                            |

|  | Apatoraptor |
|  |             |
|  | Elmisaurus  |
|  |             |

|  | Leptorhynchos                                              |
|  |                                                            |
|  | \| \| Apatoraptor \| \| \| \| \| \| Elmisaurus \| \| \| \| |
|  |                                                            |
|  | Apatoraptor                                                |
|  |                                                            |
|  | Elmisaurus                                                 |
|  |                                                            |

|  | Apatoraptor |
|  |             |
|  | Elmisaurus  |
|  |             |

|  | Leptorhynchos                                              |
|  |                                                            |
|  | \| \| Apatoraptor \| \| \| \| \| \| Elmisaurus \| \| \| \| |
|  |                                                            |
|  | Apatoraptor                                                |
|  |                                                            |
|  | Elmisaurus                                                 |
|  |                                                            |

|  | Apatoraptor |
|  |             |
|  | Elmisaurus  |
|  |             |

|  | Leptorhynchos                                              |
|  |                                                            |
|  | \| \| Apatoraptor \| \| \| \| \| \| Elmisaurus \| \| \| \| |
|  |                                                            |
|  | Apatoraptor                                                |
|  |                                                            |
|  | Elmisaurus                                                 |
|  |                                                            |

|  | Apatoraptor |
|  |             |
|  | Elmisaurus  |
|  |             |

|  | Leptorhynchos                                              |
|  |                                                            |
|  | \| \| Apatoraptor \| \| \| \| \| \| Elmisaurus \| \| \| \| |
|  |                                                            |
|  | Apatoraptor                                                |
|  |                                                            |
|  | Elmisaurus                                                 |
|  |                                                            |

|  | Apatoraptor |
|  |             |
|  | Elmisaurus  |
|  |             |

|  | Leptorhynchos                                              |
|  |                                                            |
|  | \| \| Apatoraptor \| \| \| \| \| \| Elmisaurus \| \| \| \| |
|  |                                                            |
|  | Apatoraptor                                                |
|  |                                                            |
|  | Elmisaurus                                                 |
|  |                                                            |

|  | Apatoraptor |
|  |             |
|  | Elmisaurus  |
|  |             |

|  | Epichirostenotes |
|  |                  |
|  | Anzu             |
|  |                  |

|  | Leptorhynchos                                              |
|  |                                                            |
|  | \| \| Apatoraptor \| \| \| \| \| \| Elmisaurus \| \| \| \| |
|  |                                                            |
|  | Apatoraptor                                                |
|  |                                                            |
|  | Elmisaurus                                                 |
|  |                                                            |

|  | Apatoraptor |
|  |             |
|  | Elmisaurus  |
|  |             |

|  | Leptorhynchos                                              |
|  |                                                            |
|  | \| \| Apatoraptor \| \| \| \| \| \| Elmisaurus \| \| \| \| |
|  |                                                            |
|  | Apatoraptor                                                |
|  |                                                            |
|  | Elmisaurus                                                 |
|  |                                                            |

|  | Apatoraptor |
|  |             |
|  | Elmisaurus  |
|  |             |

|  | Leptorhynchos                                              |
|  |                                                            |
|  | \| \| Apatoraptor \| \| \| \| \| \| Elmisaurus \| \| \| \| |
|  |                                                            |
|  | Apatoraptor                                                |
|  |                                                            |
|  | Elmisaurus                                                 |
|  |                                                            |

|  | Apatoraptor |
|  |             |
|  | Elmisaurus  |
|  |             |

|  | Leptorhynchos                                              |
|  |                                                            |
|  | \| \| Apatoraptor \| \| \| \| \| \| Elmisaurus \| \| \| \| |
|  |                                                            |
|  | Apatoraptor                                                |
|  |                                                            |
|  | Elmisaurus                                                 |
|  |                                                            |

|  | Apatoraptor |
|  |             |
|  | Elmisaurus  |
|  |             |

|  | Leptorhynchos                                              |
|  |                                                            |
|  | \| \| Apatoraptor \| \| \| \| \| \| Elmisaurus \| \| \| \| |
|  |                                                            |
|  | Apatoraptor                                                |
|  |                                                            |
|  | Elmisaurus                                                 |
|  |                                                            |

|  | Apatoraptor |
|  |             |
|  | Elmisaurus  |
|  |             |

|  | Leptorhynchos                                              |
|  |                                                            |
|  | \| \| Apatoraptor \| \| \| \| \| \| Elmisaurus \| \| \| \| |
|  |                                                            |
|  | Apatoraptor                                                |
|  |                                                            |
|  | Elmisaurus                                                 |
|  |                                                            |

|  | Apatoraptor |
|  |             |
|  | Elmisaurus  |
|  |             |

|  | Leptorhynchos                                              |
|  |                                                            |
|  | \| \| Apatoraptor \| \| \| \| \| \| Elmisaurus \| \| \| \| |
|  |                                                            |
|  | Apatoraptor                                                |
|  |                                                            |
|  | Elmisaurus                                                 |
|  |                                                            |

|  | Apatoraptor |
|  |             |
|  | Elmisaurus  |
|  |             |

|  | Leptorhynchos                                              |
|  |                                                            |
|  | \| \| Apatoraptor \| \| \| \| \| \| Elmisaurus \| \| \| \| |
|  |                                                            |
|  | Apatoraptor                                                |
|  |                                                            |
|  | Elmisaurus                                                 |
|  |                                                            |

|  | Apatoraptor |
|  |             |
|  | Elmisaurus  |
|  |             |

|  | Epichirostenotes |
|  |                  |
|  | Anzu             |
|  |                  |

|  | Leptorhynchos                                              |
|  |                                                            |
|  | \| \| Apatoraptor \| \| \| \| \| \| Elmisaurus \| \| \| \| |
|  |                                                            |
|  | Apatoraptor                                                |
|  |                                                            |
|  | Elmisaurus                                                 |
|  |                                                            |

|  | Apatoraptor |
|  |             |
|  | Elmisaurus  |
|  |             |

|  | Leptorhynchos                                              |
|  |                                                            |
|  | \| \| Apatoraptor \| \| \| \| \| \| Elmisaurus \| \| \| \| |
|  |                                                            |
|  | Apatoraptor                                                |
|  |                                                            |
|  | Elmisaurus                                                 |
|  |                                                            |

|  | Apatoraptor |
|  |             |
|  | Elmisaurus  |
|  |             |

|  | Leptorhynchos                                              |
|  |                                                            |
|  | \| \| Apatoraptor \| \| \| \| \| \| Elmisaurus \| \| \| \| |
|  |                                                            |
|  | Apatoraptor                                                |
|  |                                                            |
|  | Elmisaurus                                                 |
|  |                                                            |

|  | Apatoraptor |
|  |             |
|  | Elmisaurus  |
|  |             |

|  | Leptorhynchos                                              |
|  |                                                            |
|  | \| \| Apatoraptor \| \| \| \| \| \| Elmisaurus \| \| \| \| |
|  |                                                            |
|  | Apatoraptor                                                |
|  |                                                            |
|  | Elmisaurus                                                 |
|  |                                                            |

|  | Apatoraptor |
|  |             |
|  | Elmisaurus  |
|  |             |

|  | Leptorhynchos                                              |
|  |                                                            |
|  | \| \| Apatoraptor \| \| \| \| \| \| Elmisaurus \| \| \| \| |
|  |                                                            |
|  | Apatoraptor                                                |
|  |                                                            |
|  | Elmisaurus                                                 |
|  |                                                            |

|  | Apatoraptor |
|  |             |
|  | Elmisaurus  |
|  |             |

|  | Leptorhynchos                                              |
|  |                                                            |
|  | \| \| Apatoraptor \| \| \| \| \| \| Elmisaurus \| \| \| \| |
|  |                                                            |
|  | Apatoraptor                                                |
|  |                                                            |
|  | Elmisaurus                                                 |
|  |                                                            |

|  | Apatoraptor |
|  |             |
|  | Elmisaurus  |
|  |             |

|  | Leptorhynchos                                              |
|  |                                                            |
|  | \| \| Apatoraptor \| \| \| \| \| \| Elmisaurus \| \| \| \| |
|  |                                                            |
|  | Apatoraptor                                                |
|  |                                                            |
|  | Elmisaurus                                                 |
|  |                                                            |

|  | Apatoraptor |
|  |             |
|  | Elmisaurus  |
|  |             |

|  | Leptorhynchos                                              |
|  |                                                            |
|  | \| \| Apatoraptor \| \| \| \| \| \| Elmisaurus \| \| \| \| |
|  |                                                            |
|  | Apatoraptor                                                |
|  |                                                            |
|  | Elmisaurus                                                 |
|  |                                                            |

|  | Apatoraptor |
|  |             |
|  | Elmisaurus  |
|  |             |

|  | Epichirostenotes |
|  |                  |
|  | Anzu             |
|  |                  |

|  | Leptorhynchos                                              |
|  |                                                            |
|  | \| \| Apatoraptor \| \| \| \| \| \| Elmisaurus \| \| \| \| |
|  |                                                            |
|  | Apatoraptor                                                |
|  |                                                            |
|  | Elmisaurus                                                 |
|  |                                                            |

|  | Apatoraptor |
|  |             |
|  | Elmisaurus  |
|  |             |

|  | Leptorhynchos                                              |
|  |                                                            |
|  | \| \| Apatoraptor \| \| \| \| \| \| Elmisaurus \| \| \| \| |
|  |                                                            |
|  | Apatoraptor                                                |
|  |                                                            |
|  | Elmisaurus                                                 |
|  |                                                            |

|  | Apatoraptor |
|  |             |
|  | Elmisaurus  |
|  |             |

|  | Leptorhynchos                                              |
|  |                                                            |
|  | \| \| Apatoraptor \| \| \| \| \| \| Elmisaurus \| \| \| \| |
|  |                                                            |
|  | Apatoraptor                                                |
|  |                                                            |
|  | Elmisaurus                                                 |
|  |                                                            |

|  | Apatoraptor |
|  |             |
|  | Elmisaurus  |
|  |             |

|  | Leptorhynchos                                              |
|  |                                                            |
|  | \| \| Apatoraptor \| \| \| \| \| \| Elmisaurus \| \| \| \| |
|  |                                                            |
|  | Apatoraptor                                                |
|  |                                                            |
|  | Elmisaurus                                                 |
|  |                                                            |

|  | Apatoraptor |
|  |             |
|  | Elmisaurus  |
|  |             |

|  | Leptorhynchos                                              |
|  |                                                            |
|  | \| \| Apatoraptor \| \| \| \| \| \| Elmisaurus \| \| \| \| |
|  |                                                            |
|  | Apatoraptor                                                |
|  |                                                            |
|  | Elmisaurus                                                 |
|  |                                                            |

|  | Apatoraptor |
|  |             |
|  | Elmisaurus  |
|  |             |

|  | Leptorhynchos                                              |
|  |                                                            |
|  | \| \| Apatoraptor \| \| \| \| \| \| Elmisaurus \| \| \| \| |
|  |                                                            |
|  | Apatoraptor                                                |
|  |                                                            |
|  | Elmisaurus                                                 |
|  |                                                            |

|  | Apatoraptor |
|  |             |
|  | Elmisaurus  |
|  |             |

|  | Leptorhynchos                                              |
|  |                                                            |
|  | \| \| Apatoraptor \| \| \| \| \| \| Elmisaurus \| \| \| \| |
|  |                                                            |
|  | Apatoraptor                                                |
|  |                                                            |
|  | Elmisaurus                                                 |
|  |                                                            |

|  | Apatoraptor |
|  |             |
|  | Elmisaurus  |
|  |             |

|  | Leptorhynchos                                              |
|  |                                                            |
|  | \| \| Apatoraptor \| \| \| \| \| \| Elmisaurus \| \| \| \| |
|  |                                                            |
|  | Apatoraptor                                                |
|  |                                                            |
|  | Elmisaurus                                                 |
|  |                                                            |

|  | Apatoraptor |
|  |             |
|  | Elmisaurus  |
|  |             |

|  | Epichirostenotes |
|  |                  |
|  | Anzu             |
|  |                  |

|  | Leptorhynchos                                              |
|  |                                                            |
|  | \| \| Apatoraptor \| \| \| \| \| \| Elmisaurus \| \| \| \| |
|  |                                                            |
|  | Apatoraptor                                                |
|  |                                                            |
|  | Elmisaurus                                                 |
|  |                                                            |

|  | Apatoraptor |
|  |             |
|  | Elmisaurus  |
|  |             |

|  | Leptorhynchos                                              |
|  |                                                            |
|  | \| \| Apatoraptor \| \| \| \| \| \| Elmisaurus \| \| \| \| |
|  |                                                            |
|  | Apatoraptor                                                |
|  |                                                            |
|  | Elmisaurus                                                 |
|  |                                                            |

|  | Apatoraptor |
|  |             |
|  | Elmisaurus  |
|  |             |

|  | Leptorhynchos                                              |
|  |                                                            |
|  | \| \| Apatoraptor \| \| \| \| \| \| Elmisaurus \| \| \| \| |
|  |                                                            |
|  | Apatoraptor                                                |
|  |                                                            |
|  | Elmisaurus                                                 |
|  |                                                            |

|  | Apatoraptor |
|  |             |
|  | Elmisaurus  |
|  |             |

|  | Leptorhynchos                                              |
|  |                                                            |
|  | \| \| Apatoraptor \| \| \| \| \| \| Elmisaurus \| \| \| \| |
|  |                                                            |
|  | Apatoraptor                                                |
|  |                                                            |
|  | Elmisaurus                                                 |
|  |                                                            |

|  | Apatoraptor |
|  |             |
|  | Elmisaurus  |
|  |             |

|  | Leptorhynchos                                              |
|  |                                                            |
|  | \| \| Apatoraptor \| \| \| \| \| \| Elmisaurus \| \| \| \| |
|  |                                                            |
|  | Apatoraptor                                                |
|  |                                                            |
|  | Elmisaurus                                                 |
|  |                                                            |

|  | Apatoraptor |
|  |             |
|  | Elmisaurus  |
|  |             |

|  | Leptorhynchos                                              |
|  |                                                            |
|  | \| \| Apatoraptor \| \| \| \| \| \| Elmisaurus \| \| \| \| |
|  |                                                            |
|  | Apatoraptor                                                |
|  |                                                            |
|  | Elmisaurus                                                 |
|  |                                                            |

|  | Apatoraptor |
|  |             |
|  | Elmisaurus  |
|  |             |

|  | Leptorhynchos                                              |
|  |                                                            |
|  | \| \| Apatoraptor \| \| \| \| \| \| Elmisaurus \| \| \| \| |
|  |                                                            |
|  | Apatoraptor                                                |
|  |                                                            |
|  | Elmisaurus                                                 |
|  |                                                            |

|  | Apatoraptor |
|  |             |
|  | Elmisaurus  |
|  |             |

|  | Leptorhynchos                                              |
|  |                                                            |
|  | \| \| Apatoraptor \| \| \| \| \| \| Elmisaurus \| \| \| \| |
|  |                                                            |
|  | Apatoraptor                                                |
|  |                                                            |
|  | Elmisaurus                                                 |
|  |                                                            |

|  | Apatoraptor |
|  |             |
|  | Elmisaurus  |
|  |             |

|  | Epichirostenotes |
|  |                  |
|  | Anzu             |
|  |                  |

|  | Leptorhynchos                                              |
|  |                                                            |
|  | \| \| Apatoraptor \| \| \| \| \| \| Elmisaurus \| \| \| \| |
|  |                                                            |
|  | Apatoraptor                                                |
|  |                                                            |
|  | Elmisaurus                                                 |
|  |                                                            |

|  | Apatoraptor |
|  |             |
|  | Elmisaurus  |
|  |             |

|  | Leptorhynchos                                              |
|  |                                                            |
|  | \| \| Apatoraptor \| \| \| \| \| \| Elmisaurus \| \| \| \| |
|  |                                                            |
|  | Apatoraptor                                                |
|  |                                                            |
|  | Elmisaurus                                                 |
|  |                                                            |

|  | Apatoraptor |
|  |             |
|  | Elmisaurus  |
|  |             |

|  | Leptorhynchos                                              |
|  |                                                            |
|  | \| \| Apatoraptor \| \| \| \| \| \| Elmisaurus \| \| \| \| |
|  |                                                            |
|  | Apatoraptor                                                |
|  |                                                            |
|  | Elmisaurus                                                 |
|  |                                                            |

|  | Apatoraptor |
|  |             |
|  | Elmisaurus  |
|  |             |

|  | Leptorhynchos                                              |
|  |                                                            |
|  | \| \| Apatoraptor \| \| \| \| \| \| Elmisaurus \| \| \| \| |
|  |                                                            |
|  | Apatoraptor                                                |
|  |                                                            |
|  | Elmisaurus                                                 |
|  |                                                            |

|  | Apatoraptor |
|  |             |
|  | Elmisaurus  |
|  |             |

|  | Leptorhynchos                                              |
|  |                                                            |
|  | \| \| Apatoraptor \| \| \| \| \| \| Elmisaurus \| \| \| \| |
|  |                                                            |
|  | Apatoraptor                                                |
|  |                                                            |
|  | Elmisaurus                                                 |
|  |                                                            |

|  | Apatoraptor |
|  |             |
|  | Elmisaurus  |
|  |             |

|  | Leptorhynchos                                              |
|  |                                                            |
|  | \| \| Apatoraptor \| \| \| \| \| \| Elmisaurus \| \| \| \| |
|  |                                                            |
|  | Apatoraptor                                                |
|  |                                                            |
|  | Elmisaurus                                                 |
|  |                                                            |

|  | Apatoraptor |
|  |             |
|  | Elmisaurus  |
|  |             |

|  | Leptorhynchos                                              |
|  |                                                            |
|  | \| \| Apatoraptor \| \| \| \| \| \| Elmisaurus \| \| \| \| |
|  |                                                            |
|  | Apatoraptor                                                |
|  |                                                            |
|  | Elmisaurus                                                 |
|  |                                                            |

|  | Apatoraptor |
|  |             |
|  | Elmisaurus  |
|  |             |

|  | Leptorhynchos                                              |
|  |                                                            |
|  | \| \| Apatoraptor \| \| \| \| \| \| Elmisaurus \| \| \| \| |
|  |                                                            |
|  | Apatoraptor                                                |
|  |                                                            |
|  | Elmisaurus                                                 |
|  |                                                            |

|  | Apatoraptor |
|  |             |
|  | Elmisaurus  |
|  |             |

|  | Epichirostenotes |
|  |                  |
|  | Anzu             |
|  |                  |

|  | Leptorhynchos                                              |
|  |                                                            |
|  | \| \| Apatoraptor \| \| \| \| \| \| Elmisaurus \| \| \| \| |
|  |                                                            |
|  | Apatoraptor                                                |
|  |                                                            |
|  | Elmisaurus                                                 |
|  |                                                            |

|  | Apatoraptor |
|  |             |
|  | Elmisaurus  |
|  |             |

|  | Leptorhynchos                                              |
|  |                                                            |
|  | \| \| Apatoraptor \| \| \| \| \| \| Elmisaurus \| \| \| \| |
|  |                                                            |
|  | Apatoraptor                                                |
|  |                                                            |
|  | Elmisaurus                                                 |
|  |                                                            |

|  | Apatoraptor |
|  |             |
|  | Elmisaurus  |
|  |             |

|  | Leptorhynchos                                              |
|  |                                                            |
|  | \| \| Apatoraptor \| \| \| \| \| \| Elmisaurus \| \| \| \| |
|  |                                                            |
|  | Apatoraptor                                                |
|  |                                                            |
|  | Elmisaurus                                                 |
|  |                                                            |

|  | Apatoraptor |
|  |             |
|  | Elmisaurus  |
|  |             |

|  | Leptorhynchos                                              |
|  |                                                            |
|  | \| \| Apatoraptor \| \| \| \| \| \| Elmisaurus \| \| \| \| |
|  |                                                            |
|  | Apatoraptor                                                |
|  |                                                            |
|  | Elmisaurus                                                 |
|  |                                                            |

|  | Apatoraptor |
|  |             |
|  | Elmisaurus  |
|  |             |

|  | Leptorhynchos                                              |
|  |                                                            |
|  | \| \| Apatoraptor \| \| \| \| \| \| Elmisaurus \| \| \| \| |
|  |                                                            |
|  | Apatoraptor                                                |
|  |                                                            |
|  | Elmisaurus                                                 |
|  |                                                            |

|  | Apatoraptor |
|  |             |
|  | Elmisaurus  |
|  |             |

|  | Leptorhynchos                                              |
|  |                                                            |
|  | \| \| Apatoraptor \| \| \| \| \| \| Elmisaurus \| \| \| \| |
|  |                                                            |
|  | Apatoraptor                                                |
|  |                                                            |
|  | Elmisaurus                                                 |
|  |                                                            |

|  | Apatoraptor |
|  |             |
|  | Elmisaurus  |
|  |             |

|  | Leptorhynchos                                              |
|  |                                                            |
|  | \| \| Apatoraptor \| \| \| \| \| \| Elmisaurus \| \| \| \| |
|  |                                                            |
|  | Apatoraptor                                                |
|  |                                                            |
|  | Elmisaurus                                                 |
|  |                                                            |

|  | Apatoraptor |
|  |             |
|  | Elmisaurus  |
|  |             |

|  | Leptorhynchos                                              |
|  |                                                            |
|  | \| \| Apatoraptor \| \| \| \| \| \| Elmisaurus \| \| \| \| |
|  |                                                            |
|  | Apatoraptor                                                |
|  |                                                            |
|  | Elmisaurus                                                 |
|  |                                                            |

|  | Apatoraptor |
|  |             |
|  | Elmisaurus  |
|  |             |

## Paleobiologia

### Ontogenesi e sviluppo
Un'analisi istologica eseguita sul perone dell'esemplare olotipo da Xu e colleghi nel 2007 ha dimostrato che l'esemplare presentava 7 linee di crescita arrestata (LAG o anelli di crescita) conservate. Poiché mancavano diversi LAG, il team ha utilizzato calcoli inversi per determinarli, ottenendo un totale di 11. La quantità di LAG indica che l'olotipo aveva circa 11 anni al momento della morte e aveva una crescita media di 128-140 kg all'anno. L'istologia eseguita suggerisce anche che questo individuo fosse un adulto, poiché vi era un ampio sviluppo degli osteoni secondari, LAG fitti vicino alla periferia dell'osso e uno strato di osso lamellare scarsamente vascolarizzato nello strato circonferenziale esterno, il che indica un tasso di crescita relativamente lento. Tuttavia, dato che dal quarto al settimo gruppo di LAG non erano molto fitti, Xu e colleghi hanno dedotto che l'individuo avesse raggiunto la giovane età adulta all'età di 7 anni. Inoltre, si è scoperto che l'esemplare fosse ancora un adulto relativamente giovane e quindi avrebbe raggiunto dimensioni ancora più grandi una volta raggiunta la fase adulta. Ciò indica che Gigantoraptor avesse un tasso di crescita molto più rapido rispetto alla maggior parte dei grandi teropodi non-aviari, come i tirannosauridi.
Un altro sviluppo insolito in Gigantoraptor sono i lunghi arti posteriori. Xu e colleghi hanno sottolineato che quanto più grande diventa un teropode, tanto più corte e tozze diventano gli arti posteriori per resistere alla massa crescente. Ciò è in contrasto con Gigantoraptor in cui sia il femore che la tibia superano il 1 metro di lunghezza, una combinazione che di solito non si trova nei teropodi di queste dimensioni. L'allungamento di questi arti indica che si trattasse di uno dei grandi teropodi più cursori, animali adattati a correre o mantenere una certa velocità per un lungo periodo di tempo. Inoltre, Gigantoraptor aveva una colonna vertebrale ampiamente pneumatizzata, che potrebbe aver contribuito alla perdita di peso.

### Dieta

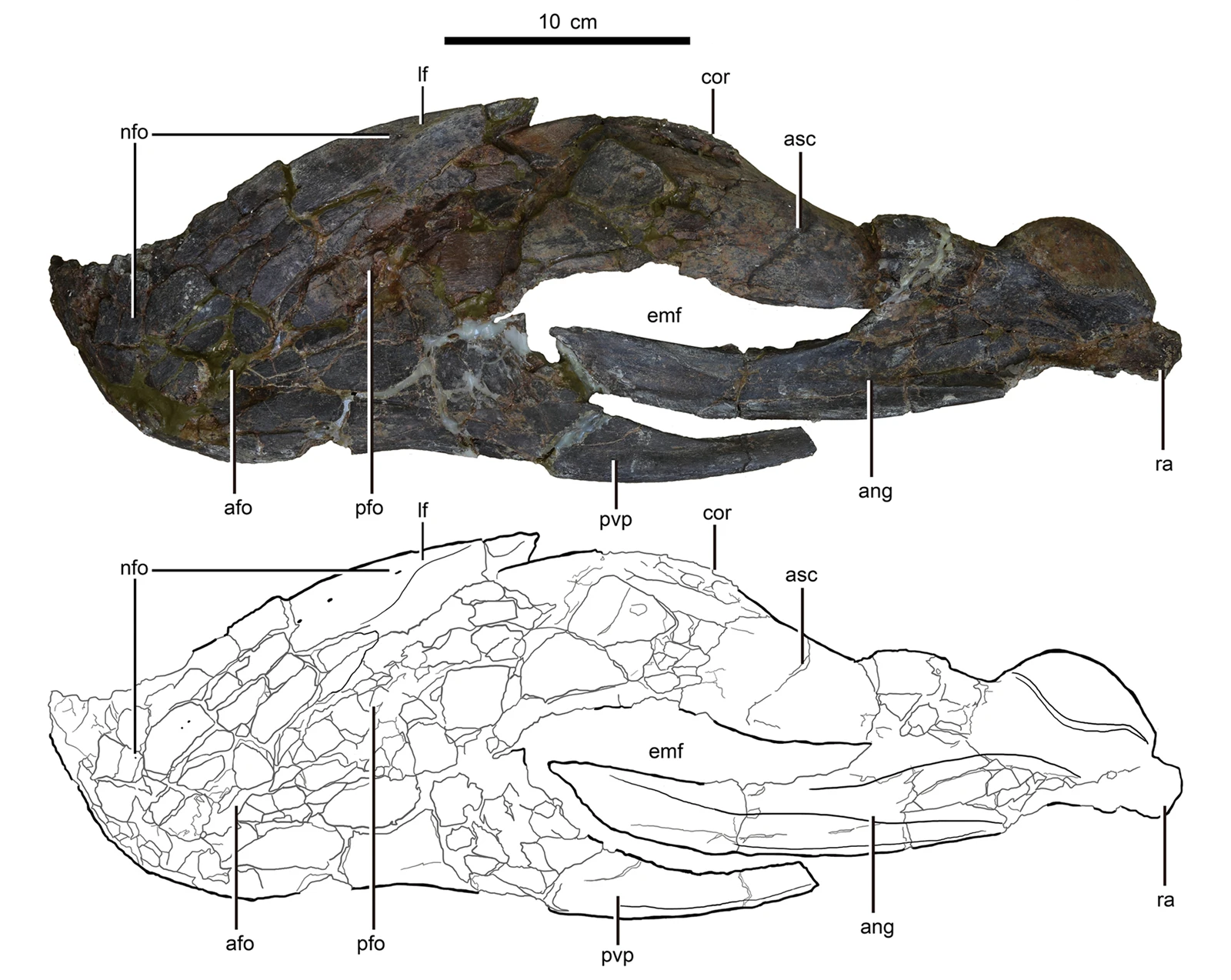
Mandibola dell'olotipo

Nel 2017 Waisum Ma e colleghi hanno riesaminato le mandibole conservate di Gigantoraptor e hanno notato che avesse un becco più profondo rispetto a quello di altri caenagnatidi e una dieta relativamente diversa da quella degli altri oviraptorosauri. Ad esempio, la regione articolare delle fauci di Gigantoraptor mostra una convergenza con quelle dell'odierno tuatara. La regione articolare di questo rettile consente il movimento propalinale della mascella (un movimento avanti e indietro) durante l'alimentazione e, sulla base delle somiglianze tra le loro mascelle, Ma e colleghi hanno suggerito che Gigantoraptor avrebbe potuto utilizzare anche un movimento propalinale della mascella. Questo movimento sarebbe stato aiutato dalle sporgenze affilate del dentario, il che potrebbe indicare un morso in grado di tranciare piante dure (e potenzialmente carne). Ciò è stato paragonato ad altri caenagnathidi e in contrasto con le mascelle degli oviraptoridi, le cui mascelle sembrano più adatte a tritare il cibo. La profondità della mandibola indica la presenza di una grande lingua, che avrebbe potuto assistere l'animale nella manipolazione del cibo, migliorando eventualmente l'efficienza alimentare.
Poiché la forma e le dimensioni del rostro nei grandi erbivori sono legate alle loro abitudini alimentari, il dentario fortemente a forma di U di Gigantoraptor potrebbe suggerire che questo oviraptorosauro avesse una dieta altamente non selettiva, un adattamento che avrebbe potuto essere utile nei contesti ambientali variabili della Formazione Iren Dabasu. Il team ha basato questa ipotesi sul confronto con diversi animali erbivori, inclusi altri dinosauri. Mentre i rostri stretti e fortemente sviluppati sono più legati ad una dieta selettiva, come nel caso di alcuni ceratopsi, i rostri larghi e arrotondati sono più legati ad una dieta generalista, come si vede nella morfologia di Gigantoraptor, Euoplocephalus e negli hadrosauridi. Ma e colleghi hanno anche sottolineato che le sue grandi dimensioni, e quindi un maggiore fabbisogno energetico, potrebbero aver influenzato le sue abitudini alimentari poiché gli animali più grandi tendono a consumare cibo di qualità inferiore poiché è disponibile in quantità maggiori nell’ambiente circostante e ha una fornitura più stabile. Tuttavia, non è noto se l'intestino di Gigantoraptor fosse specializzato per elaborare questa maggiore ingestione. Il team non poteva ignorare una dieta carnivora occasionale poiché il forte becco insieme al movimento propalinale delle fauci potrebbero aver consentito anche di sminuzzare e tagliare la carne.

### Riproduzione

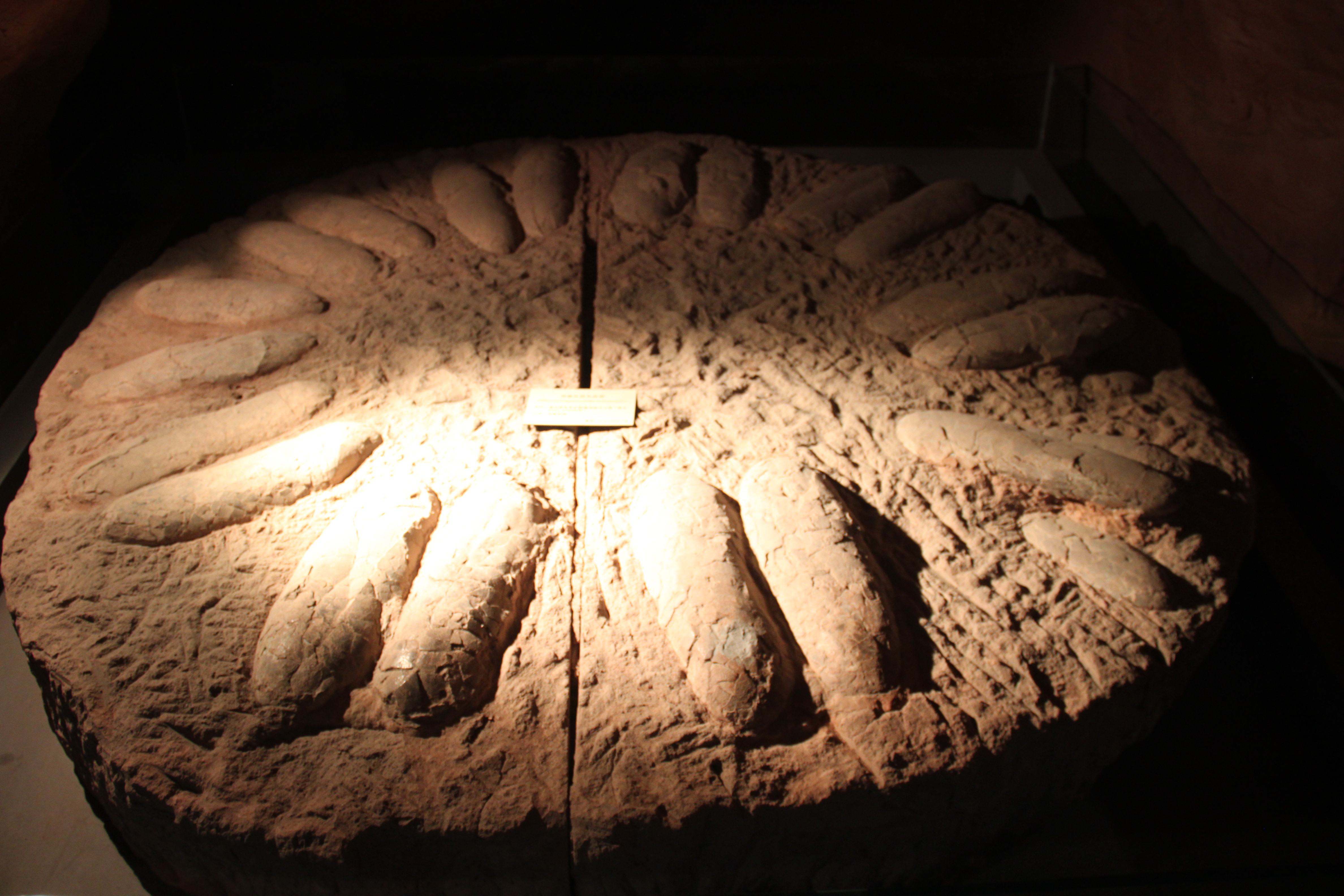
Nido fossile di Macroelongatoolithus proveniente da Zhengzhou, caratterizzato dalla grande regione centrale priva di uova

L'esistenza di oviraptorosauri giganti, come Gigantoraptor, spiega diversi precedenti ritrovamenti asiatici di uova oviraptorosauri di grandi dimensioni, lunghe fino a circa 50 centimetri, assegnate all'oospecie Macroelongatoolithus carlylensis. Queste uova venivano deposte in enormi anelli del diametro di tre metri. La presenza di Macroelongatoolithus in Nord America indicherebbe la presenza di oviraptorosauri giganti anche nel continente nordamericano, sebbene non siano stati ancora ritrovati resti scheletrici. La descrizione e la denominazione di Beibeilong del 2017, basata su un individuo embrionale associato alle uova, supporta ulteriormente l'ipotesi che le uova e i nidi di Macroelongatoolithus appartenessero a colossali oviraptorosauri caenagnathidi, come Gigantoraptor.
Nel 2018 Kohei Tanaka e il suo team hanno esaminato le covate di uova di numerosi esemplari di oviraptorosauro, comprese le covate di Macroelongatoolithus, al fine di correlare la configurazione del nido e le dimensioni del corpo al comportamento di incubazione. I loro risultati hanno mostrato che la porosità del guscio dell'uovo indica che le uova, quasi certamente, fossero esposte nel nido senza una copertura esterna. Sebbene la maggior parte dei nidi di oviraptosauri abbiano uova disposte in modo circolare, la morfologia del nido è diversa nelle specie più piccole e in quelle più grandi in quanto il centro del nido è molto ridotto nelle specie più piccole e diventa significativamente più grande nelle specie più grandi. Questa configurazione del nido suggerisce che mentre gli oviraptorosauri più piccoli probabilmente sedevano direttamente sulle uova, un animale grande, delle dimensioni di Gigantoraptor, probabilmente sedeva nel mezzo del nido nell'area priva di uova. Tanaka e colleghi hanno sottolineato che questo adattamento era utile per evitare lo schiacciamento delle uova e avrebbe consentito un certo contatto corporeo durante l'incubazione in questi oviraptorosauri giganti.

## Paleoecologia

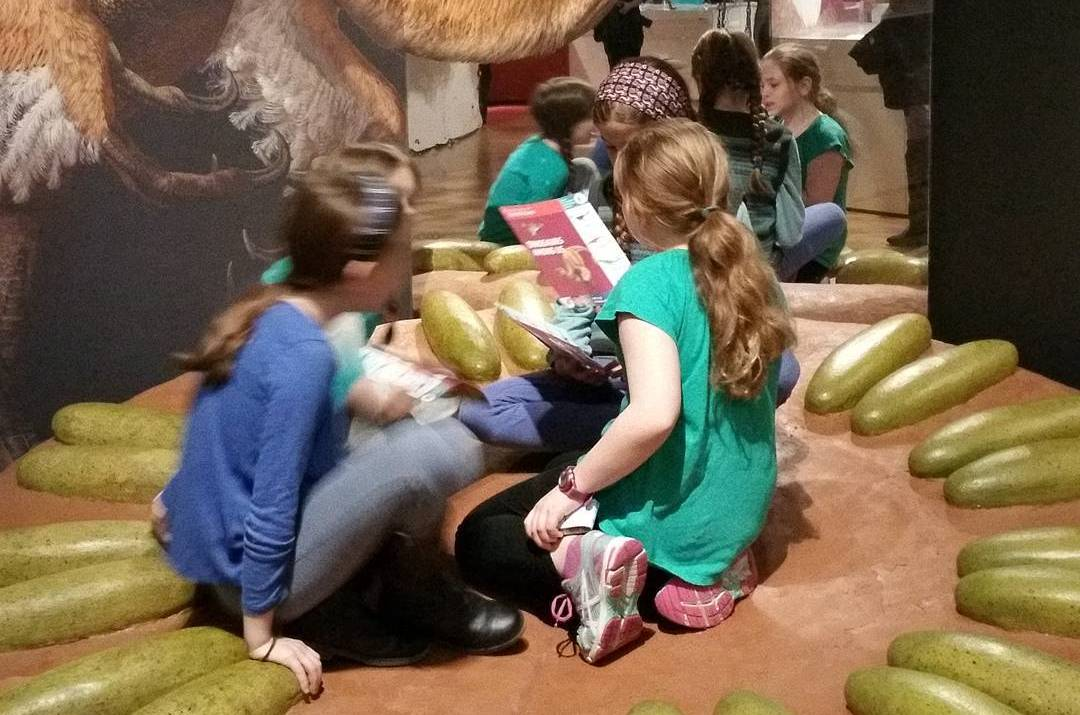
Ricostruzione didattica museale di nido di Gigantoraptor

Gigantoraptor è conosciuto dalla Formazione Iren Dabasu della Mongolia Interna. Questa formazione è stata datata a 95,8 milioni di anni fa sulla base dell'U–Pb e delle analisi stratigrafiche. Gli ambienti intorno a questa formazione erano altamente umidi, esistendo come una grande valle fluviale ricca di pianure alluvionali. La sedimentazione alla base delle caliche indicherebbe un clima semiarido. La Formazione Iren Dabasu aveva un'estesa vegetazione e fogliame, evidenziati nello sviluppo del paleosuolo, i numerosi resti di dinosauri erbivori rinvenuti sia nel letto del fiume che nei sedimenti della pianura alluvionale. Una ricca diversità di carifiti e ostracodi abitava i sistemi delle pianure alluvionali.
La fauna di questa formazione comprende il tyrannosauroide Alectrosaurus, l'ornitomimosauro Archaeornithomimus, i therizinosauridi Erliansaurus e Neimongosaurus, il sauropode Sonidosaurus e gli hadrosauridi Bactrosaurus e Gilmoreosaurus. Entrambe le formazioni Iren Dabasu e Bayan Shireh sono state correlate sulla base della loro documentazione fossile di vertebrati simile. Questa correlazione può essere ulteriormente supportata dalla presenza di un caenagnathide gigante delle dimensioni di un Gigantoraptor anche nella formazione Bayan Shireh. La presenza del caenagnathidi e di Gigantoraptor di Bayan Shireh in formazioni di sedimentazione a base fluviale come le formazioni Iren Dabasu e Bayan Shireh suggeriscono una preferenza di habitat mesici nelle specie di oviraptorosauri giganti, piuttosto che habitat xerici.

## Nella cultura di massa
A seguito della sua scoperta, Gigantoraptor ha ricevuto una copertura mediatica piuttosto estesa, per via delle su dimensioni eccezionali, apparendo in ben due documentari poco dopo la sua scoperta. Nel documentario della BBC Planet Dinosaur, appare una coppia di Gigantoraptor mentre esegue una danza di corteggiamento nell'episodio Draghi Piumati, per poi apparire nell'ultimo episodio Evoluzione e Sopravvivenza dove un maschio protegge il proprio nido dall'attacco di predatori ed intemperie, per poi venire travolto in una tempesta di sabbia. Nel documentario Il regno dei Dinosauri, un Gigantoraptor maschio, ricostruito con la sacca golare di un tragopano di Temminck, prova a corteggiare una femmina della sua specie tramite un'elaborata danza rituale, per poi venire respinto da quest'ultima.
Gigantoraptor fa la sua prima apparizione nel franchise di Jurassic Park all'interno del videogioco Jurassic World Evolution 2, come contenuto del DLC Pacchetto predatori del Cretaceo, nonostante l'animale in gioco sia un onnivoro.